# 오노우에 미즈키
오노우에 미즈키(일본어: 尾上 美月, 2000년 5월 22일 ~ )는 일본의 여성 아이돌 그룹 전 AKB48 팀8의 멤버이다. 나가사키현 출신.